# プロヌンシアミエント
プロヌンシアミエント（スペイン語: pronunciamiento [pɾonunθjaˈmjento]、ポルトガル語: pronunciamento [pɾunũsiɐˈmẽtu]（プロヌンシアメント）、「布告」「宣言」の意）は、主に19世紀のスペイン、ポルトガル、ラテンアメリカでよく見られた、軍事反乱やクーデターの一形式。もともとは首謀者が行動に先立って、行動の趣旨を説明するために出す宣言のこと。

## 概要

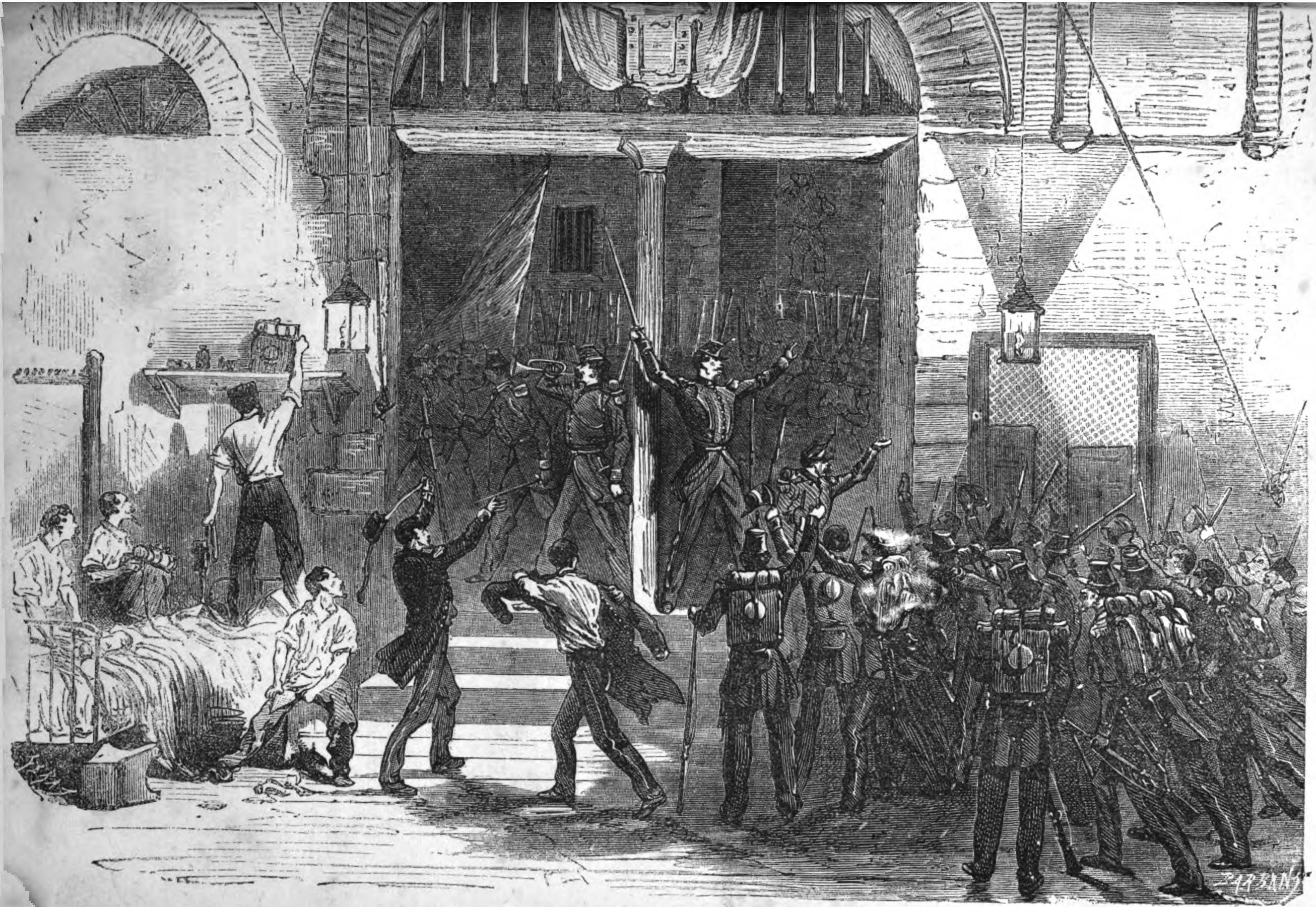
リスボンでのプロヌンシアメント。

プロヌンシアミエントは、軍部が民主政府の政治的に中立な下位機関としてではなく、独自の権利を持つ政治的主体として振る舞う、「軍閥主義」または「近衛兵主義」（praetorianism）の一類型である。
一般的なクーデターにおいては、軍隊の重要部分を掌握した反乱勢力が秘密裏にクーデターを計画・実施し、突然の行動によって統治機構を支配下に置く。
これに対してプロヌンシアミエントは、現政府に反対する勢力へと世論を結集させるために計画される、公然の活動のことを指す。プロヌンシアミエントでは、たいていは中堅クラスの士官の集団が、現政府（合法的選挙によって選出された場合も、以前のクーデターの結果政権を掌握した国家元首・内閣）に対する反対を公に宣言する。
迅速・直接的な暴力行動を伴う通常のクーデターとは異なり、プロヌンシアミエントは一般的に無血（無戦闘）かそれに近い行動で、暴力の脅威をほのめかしたり、公に現政府や体制への不支持を表明することによって、体制変更を試みようとする。
クーデターの首謀者は、プロヌンシアミエントが行われる前に、まず士官たちに広く問いかけ、自身の見方が支持されるかを見極める。そして、プロヌンシアミエントが行われると、首謀者は軍部の政府支持または反対表明を待つ。
この時点では戦闘は起きない。反乱が支持されない場合、首謀者は敗北し、国外へ逃亡するか、軍から退役するか、逮捕されるかのいずれかがおきる。一方、軍部の大半がプロヌンシアミエントを支持する場合、政府は退陣する。この視点からみると、立法機関による不信任決議の軍部版に近いものがある。

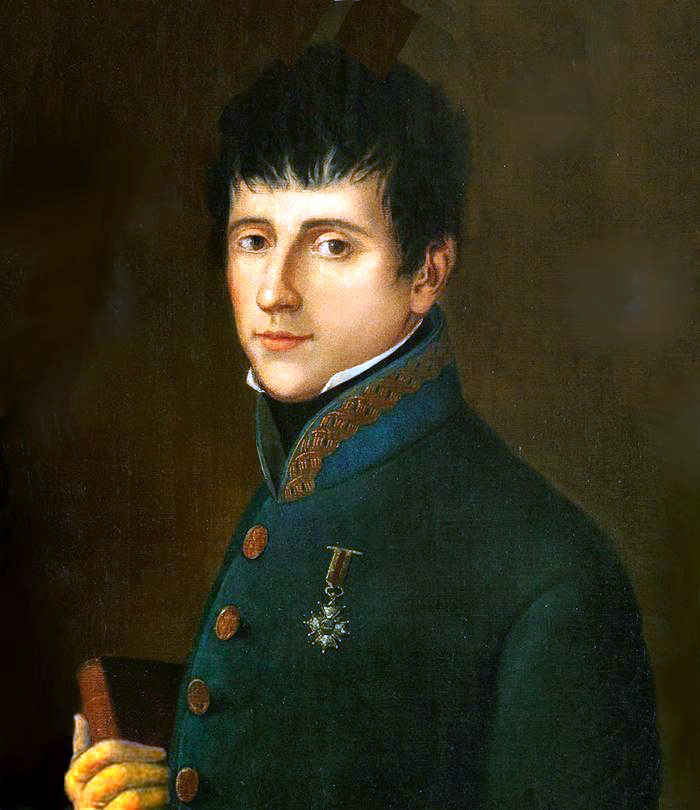
ラファエル・デル・リエゴ。1820年の反乱でスペイン1812年憲法の復活を主張した。

プロヌンシアミエントの例としては1820年にラファエル・デル・リエゴがスペイン立憲革命で出したもの、1854年にレオポルド・オドンネルが1854年革命で出したもの、1868年にフアン・プリムが名誉革命で出したもの、1932年にホセ・サンフルホがサンフルハダで出したものがある。
メキシコではこのような宣言が正式に書面で発表されるものが多く、またより詳しく書かれたものが多いため、綱領（計画、プラン（Plan）」）という名前で呼ばれる。しかし、最も有名な宣言は1810年にミゲル・イダルゴがメキシコ独立戦争を始めるときに発したドロレスの叫びで、口頭で発表されたものである。
1936年に勃発したスペイン内戦はプロヌンシアミエントを伴うものではなかった。